# Zámostí (Písková Lhota)
Zámostí je vesnice, část obce Písková Lhota v okrese Mladá Boleslav. Na severu přiléhá k vlastní Pískové Lhotě. Vesnicí protéká Jizera a vede jí silnice I/16. Zámostí leží v katastrálním území Písková Lhota o výměře 4,68 km².

## Historie
První písemná zmínka o vesnici pochází z roku 1361.

## Další fotografie

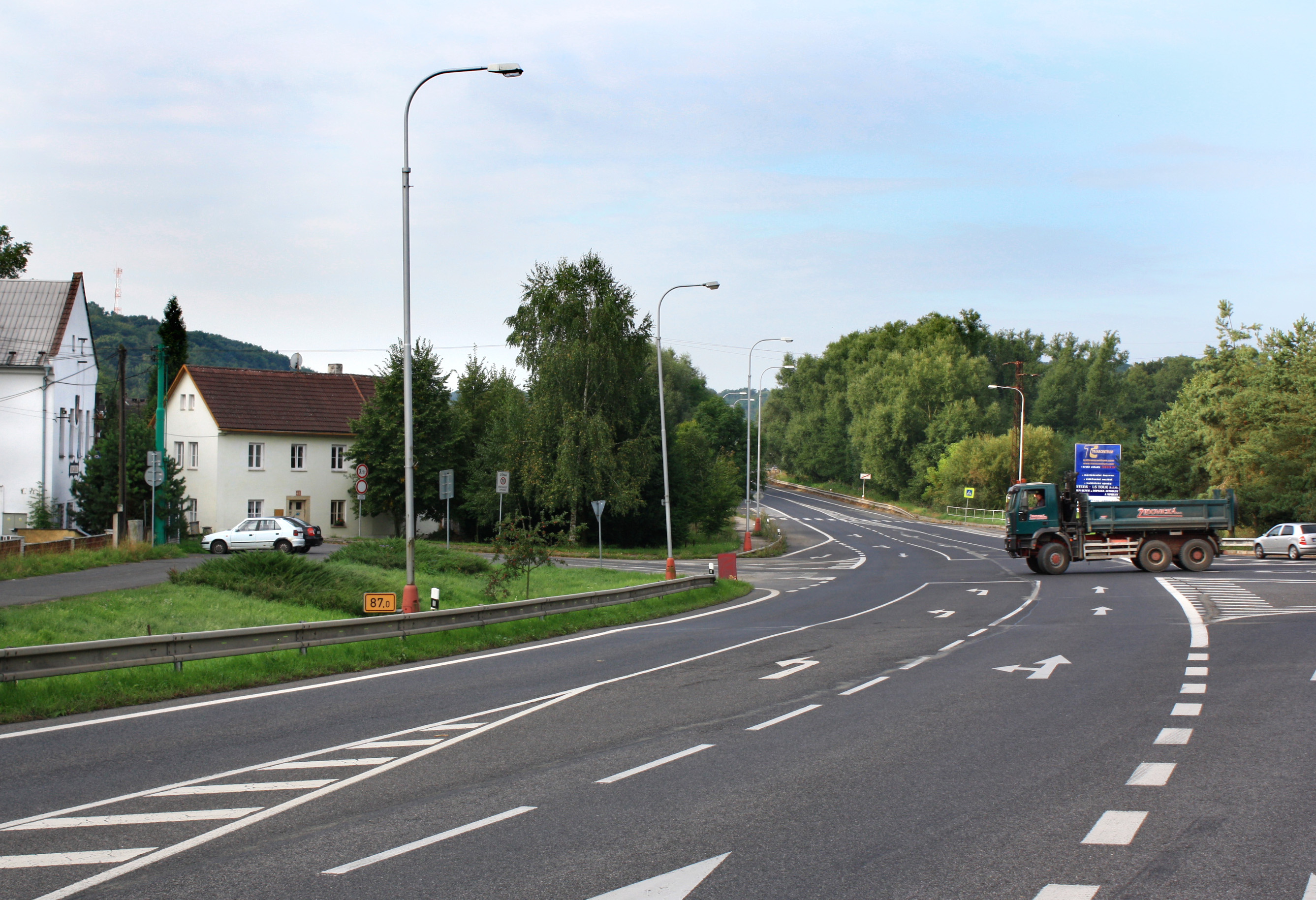
Silnice I/16
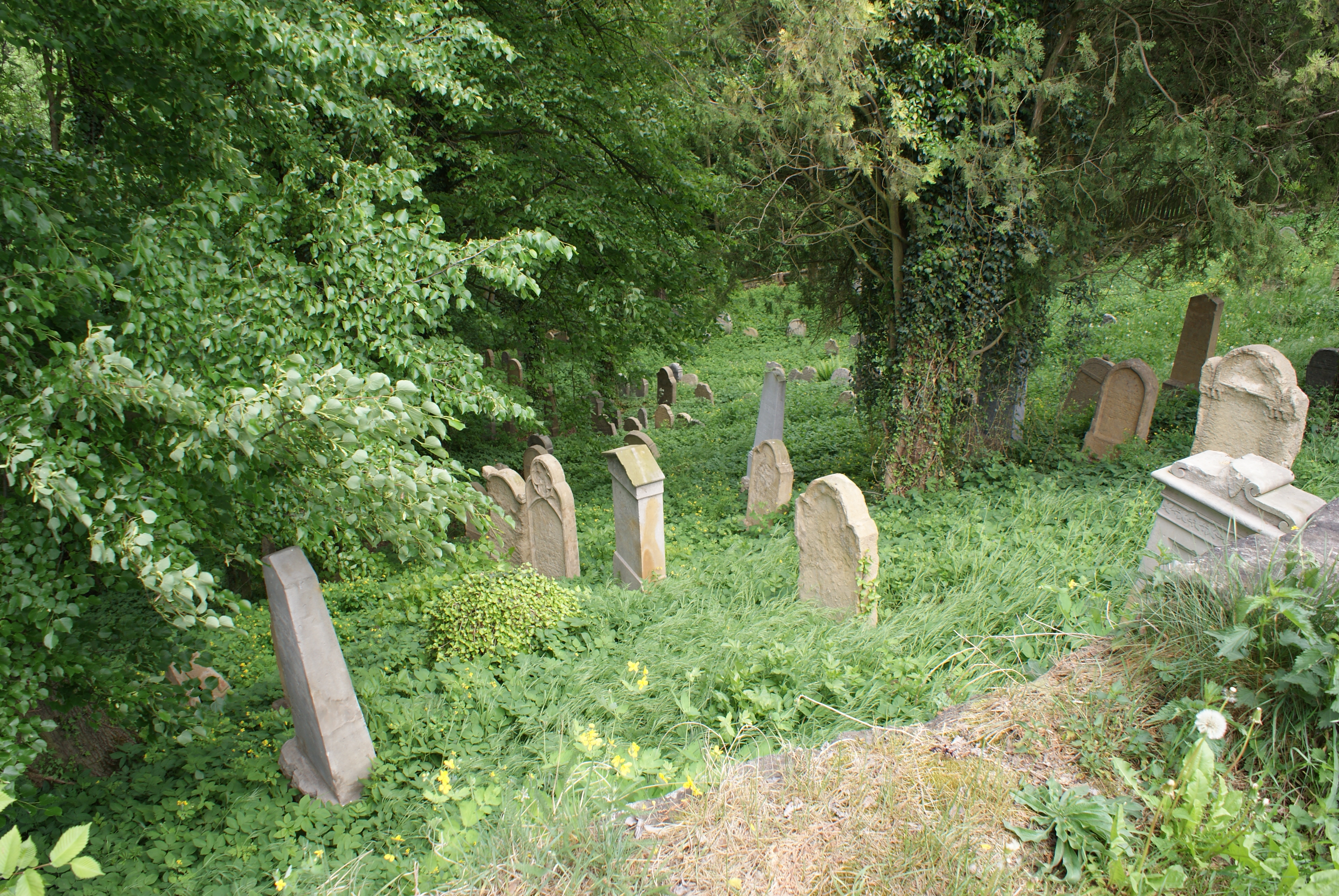
Židovský hřbitov
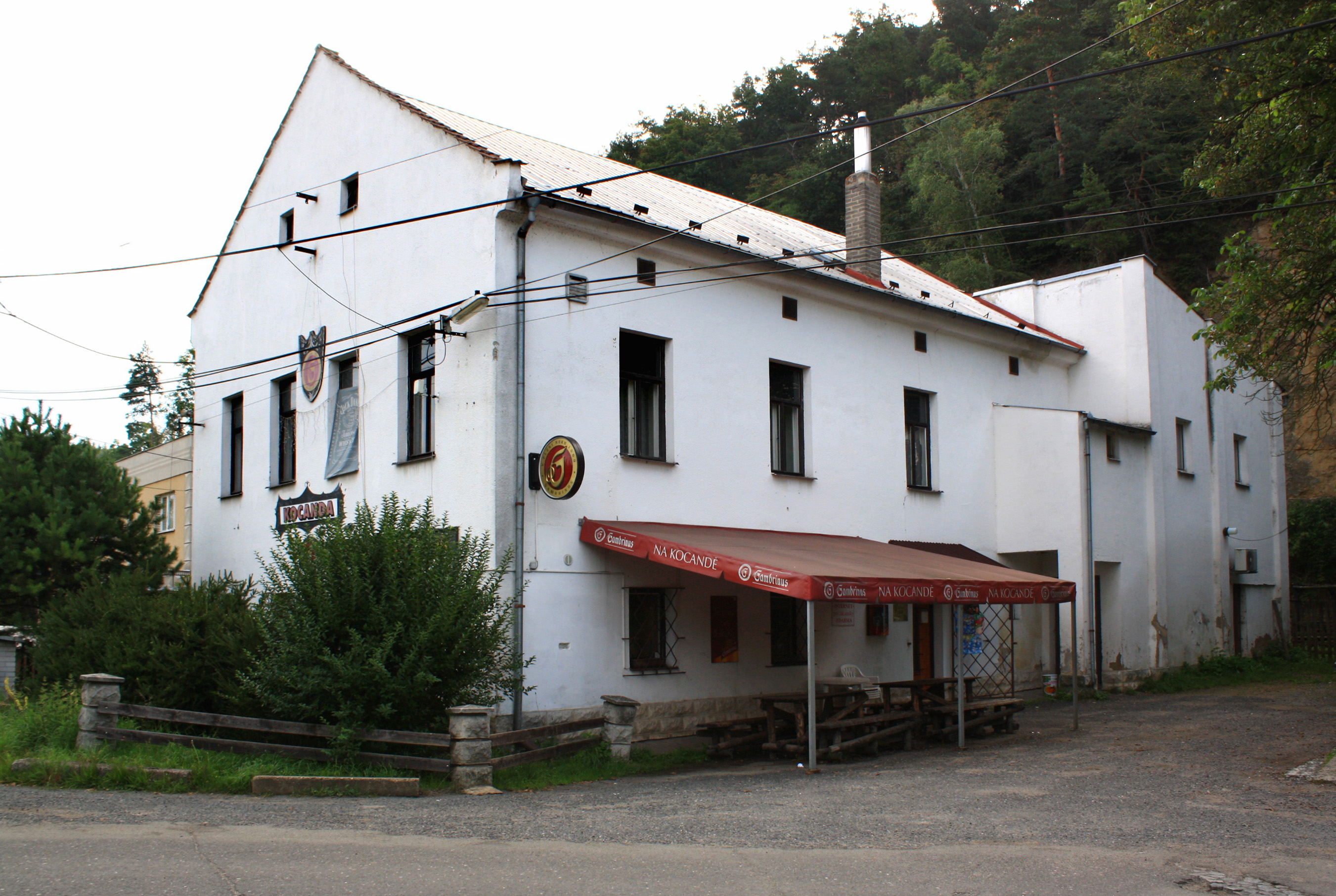
Hospoda